# Borago trabutii
Borago trabutii, jedna od pet priznatih vrsta iz roda Oštrolista (Borago), porodica Boraginaceae. Raste na gorju Atlas u Maroku i Alžiru.
Stabljika je dlakava, a cvijet plav.